# Looner Diep
Het Looner Diep is een van de bovenlopen van de Drentsche Aa in de Nederlandse provincie Drenthe.
Het Looner Diep begint even ten zuiden van de plaats Loon vanaf het Deurzerdiep. Het diep meandert door het gebied ten oosten van Loon en stroomt in noordelijke richting langs het Balloërveld. Ten zuidoosten van de plaats Taarlo gaat het diep over in het Taarlosche Diep. Aan de rand van het beekdal van het Looner Diep ligt, tussen Balloo en Loon, een hunebed.
Amerdiep ·
Anlooërdiepje ·
Deurzerdiep ·
Gastersche Diep ·
Hoornsediep ·
Looner Diep ·
Scheebroekerloopje ·
Taarlosche Diep ·
Zeegserloopje